# Cyamops nigeriensis
Cyamops nigeriensis är en tvåvingeart som beskrevs av Baptista och Wayne N. Mathis 2000. Cyamops nigeriensis ingår i släktet Cyamops och familjen savflugor.
Artens utbredningsområde är Nigeria. Inga underarter finns listade i Catalogue of Life.